# Vitoša
Vitoša (bulharsky Витоша, latinsky Scomius) je pohoří nacházející se nedaleko bulharského hlavního města Sofie, kterému tvoří impozantní kulisu. Nejvyšším vrcholem je Černi vrch (2290 m). Horstvo má pro svou jedinečnost status národního parku - druhého nejstaršího na Balkáně (po NP Biogradska gora).

## Poloha

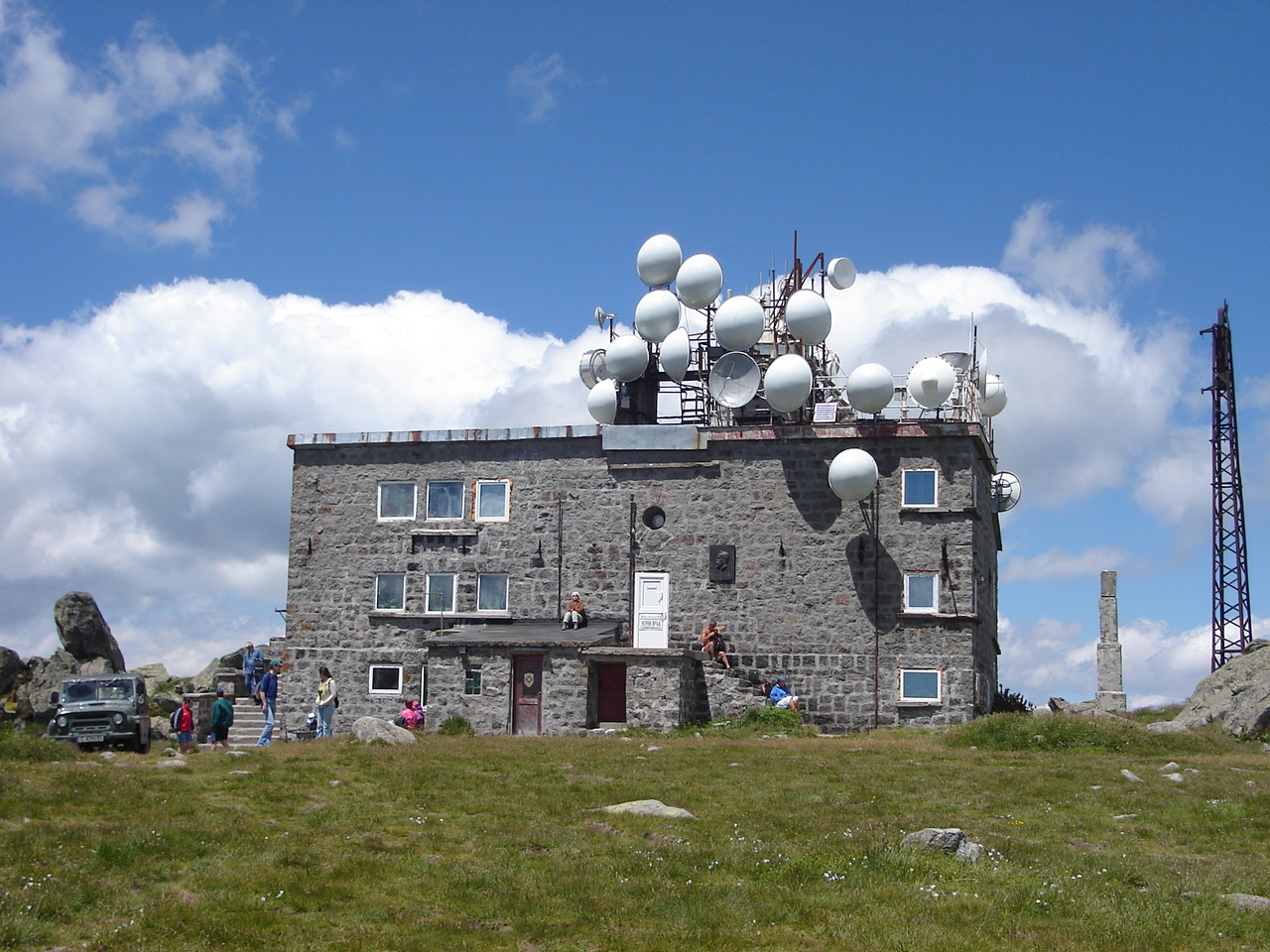
Meteorologická stanice na vrcholu Černi vrch

Sever masivu vymezuje Sofijská kotlina, východ tokem řeky Iskar a na západě tvoří hranici pohoří údolí řeky Strumy. Na jihu se dá považovat za konec pohoří průsmyk Klisura, jenž odděluje Vitošu od vyššího, sousedního pohoří Rila.

## Geografie
Pohoří Vitoša zaujímá plochu 266 km², přičemž délka masivu je zhruba 20 km a v nejširším místě dosahuje kolem 18 km. Nachází se zde na 10 štítů vyšších 2000 metrů. Geologicky je pohoří tvořeno převážně žulou. Vitoša je významným zdrojem pitné vody pro hlavní město a okolí, především díky svým četným minerálním pramenům. Rozsáhlé jsou zde jak jehličnaté, tak listnaté lesy. Ve vyšších polohách se nacházejí klasické horské louky.

### Vrcholy
| - Černi vrch (2290 m) - Goljam Rezen (2277 m) - Skoparnik (2226 m) - Kupena (2195 m) - Malak Rezen (2191 m) - Samara (2108 m) - Lavčeto (2052 m) - Silimitca (2014 m) - Siva Gramada (2003 m) - Sredec (1969 m) | - Ušite (1960 m) - Goljam Kupen (1930 m) - Černata Skala (1869 m) - Kamen Del (1862 m) - Ostretc (1836 m) - Ostritca (1696 m) - Vladajski Černi vrch (1641 m) - Kominite (1620 m) - Krasta (1561 m) - Petrus (1454 m) |  |

## Turismus
Pohoří je významným střediskem zimních sportů a turistiky vůbec. Především dobré zpřístupnění příměstskými dopravními linkami, způsobuje zejména o víkendech obrovské návštěvnosti. Na vrcholu hory Černi vrch se nachází meteorologická stanice dosud fungující již od roku 1935. Stanice také slouží jako bivak pro turisty a je zároveň základnou místní horské služby. Turisticky navštěvovaný úkaz pohoří je tzv. kamenná řeka Zlatnite Mostove. Ta sestává z proudu velkých balvanů probíhajících podle úbočí hor. V podstatě se jedná o ledovcovou morénu, kterou zde po sobě zanechal dávný ledovec.